# Semmittudók mozgalom

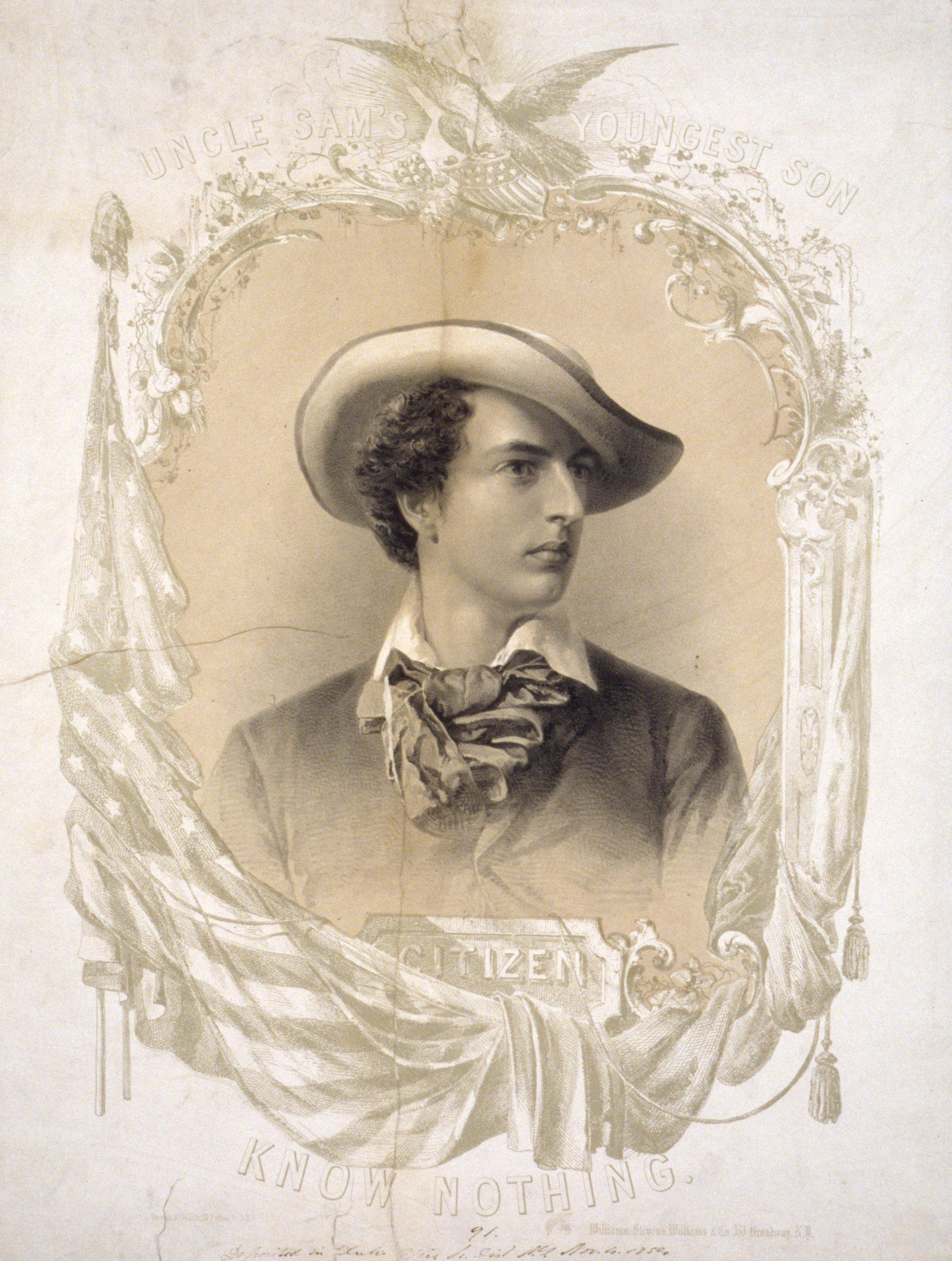
„Uncle Sam's youngest son, Citizen Know Nothing” - Uncle Sam legifjabb fia, Semmittudó Polgár. A Know Nothing amerikai nativista ideálját megtestesítő fiatalember portréja, 1854.

A Semmittudók (angolul Know Nothing) nativista politikai mozgalom volt az Amerikai Egyesült Államokban az 1840-es és az 1850-es években. A mozgalmat az a félelem hozta létre, hogy a nagy számban érkező ír katolikus bevándorlók fenyegetést jelentenek az amerikai kultúrára és többek közt a pápa befolyásának növekedését okozzák.
Az 1854 és 1856 közt fénykorát élő mozgalom a bevándorlás és az állampolgárság adományozásának lassítására törekedett, bár erőfeszítései nem értek el sok sikert. Kevés volt köztük a karizmatikus vezető, a főként középosztálybeli és teljes egészében protestáns tagság körében pedig véleményeltérések voltak a rabszolgaság kérdésében. Az 1860-as elnökválasztások idejére legtöbbjük a Republikánus Párt támogatója lett.
A mozgalom New Yorkban indult 1843-ban, mint Amerikai Republikánus Párt (angolul American Republican Party). Más államokba Bennszülött Amerikai Párt (Native American Party) néven terjedt át és 1845-ben országos párt lett. 1855-ben átnevezték Amerikai Párt (American Party) névre.
Különös nevét az e pártokat éltető mozgalom a szervezése félig titkos módszerei miatt kapta. Ha egy tagját a tevékenységéről kérdezték, azt kellett válaszolnia: „Nem tudok semmit.” („I know nothing.”)

## Története
1830 és 1860 között nagy számban érkeztek az Egyesült Államokba ír és német katolikus bevándorlók és számuk gyarapodása miatt a katolikusok és protestánsok közti valláskülönbség politikai üggyé lett, mint korábban Európában. Erőszakos eseményekre is sor került a választások környékén.
Bár a katolikusok állították, hogy politikailag függetlenek a papoktól, a protestánsok érvelésében a katolikusok elleni váddá vált, hogy IX. Piusz pápa a levert 1848-as forradalmak ellen volt és ellenezte a liberalizmust és a demokráciát. Összeesküvés-elméletek születtek, melyek szerint a pápa úgy akarja alávetni az Egyesült Államokat, hogy katolikus bevándorlók tömegét küldi ide, akik az általa kiválasztott és hozzá hű ír püspököknek engedelmeskednek. 1849-ben alapította New Yorkban Charles Allen a Csillagsávos Lobogó Rendje nevű titkos társaságot, ezzel létrehozva a későbbi Amerikai Párt egyes alapszervezeteinek magját.
Az ír bevándorlóktól való félelem ellenérzéseket szült a Demokratikus Párttal szemben is, amelynek vezetői egyes területeken ír amerikai katolikusok voltak. Az írellenes aktivisták titkos csoportokat hoztak létre, amelyek egyeztették szavazataikat és azokat a jelöltek mögé álltak, akik ügyüket támogatták. A konspirációs jelleggel működő csoportok tagjai, amikor szervezetükről kérdezték őket, csak annyit mondtak: „Nem tudok semmit.” A mozgalom jelentős városokban is képes volt választásokat nyerni, Bostontól Chicagóig. Massachusettsben a törvényhozási többség és a kormányzói szék is az övék lett.

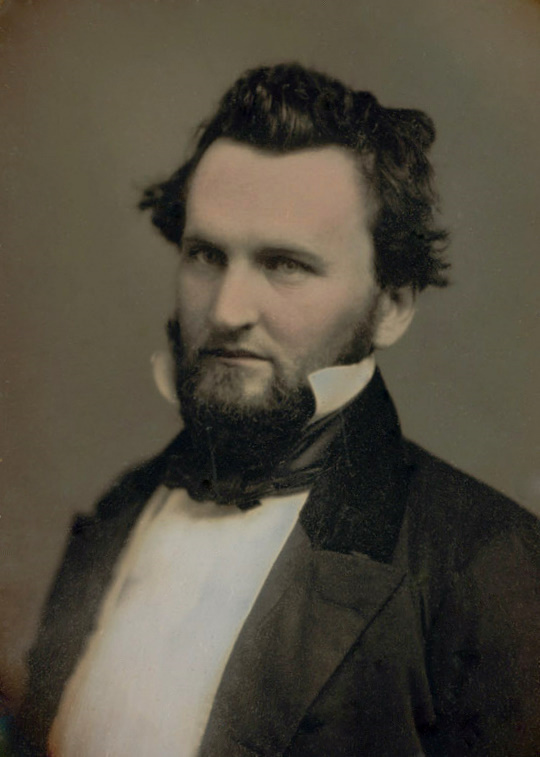
J. Neely Johnson, kaliforniai kormányzó.

1854 tavaszán a Semmittudóké volt Boston, Salem és más új-angliai városok. 1854 őszén besöpörték egész Massachusetts. (Ez maradt legnagyobb sikerük.) A philadelphiai Whig párti jelöltről, Robert Conrad szerkesztőről is kiderült, hogy Semmittudó. Megígérte, hogy lecsap a bűnözésre, vasárnapra bezáratja a bárokat és csak bennszülött amerikaiakat nevez ki a hivatalokba - és földcsuszamlásszerű győzelmet aratott. A fővárosban, Washingtonban a Semmittudó jelölt, John T. Towers győzelmet aratott John Walker Maury polgármester felett. (Ez akkora riadalmat okozott, hogy a helyi Demokraták, Whigek és Szabad Föld Párt Anti-Semmittudók Párt néven egyesültek. New Yorkban, négyjelöltes versenyben a Semmittudó jelölt 26 százalékot szerezve a harmadik lett. Az 1854 őszi választások után a Semmittudók azt állították, döntő befolyásra tettek szert Maine-ben, Indianában, Pennsylvaniában és Kaliforniában. Ennek igazságtartalmát a történészek nem tudták megállapítani, részben a mozgalom titkos jellege miatt, részben, mertebben az időszakban a rabszolgaság-ellenesség és az alkoholtilalom (prohibíció) eszméi bonyolult és zavart támasztó módon összebogozódtak a nativizmus eszméivel. Az tudható, hogy Stephen Palfrey Webb, San Francisco polgármestere és J. Neely Johnson, Kalifornia kormányzója a Semmittudókhoz tartoztak.

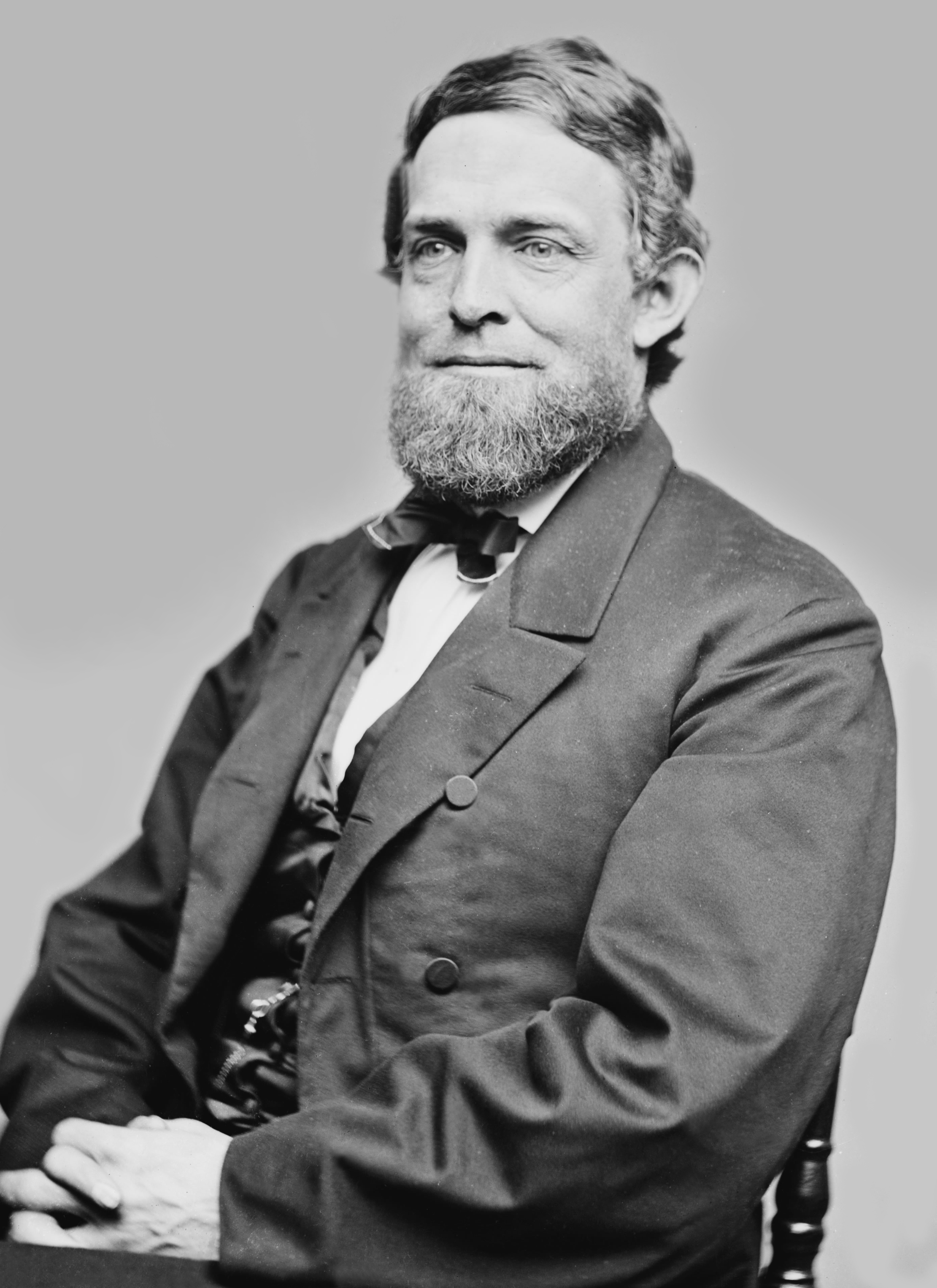
Schuyler Colfax, 1855 és 1865 közt készült fotó.

A Semmittudók ebben az időben még mindig mozgalmi formában működtek, központosított szervezet nélkül. Az 1854-es választási eredmények annyira bátorítóak voltak azonban, hogy Amerikai Párt néven politikai pártot hoztak létre, amely magába gyűjtötte az ebben az időben már a végét járó Whig Párt sok szavazóját. és nagyszámú demokratát és prohibicionistát. Ennek az évnek a során tagságuk hónapok alatt ötvenezerről egymillió fölé duzzadt fel. Ugyanebben az időben emelkedett fel sok északi államban domináns erővé az új Republikánus Párt. Az Amerikai Párthoz azonban csak kevés prominens politikus csatlakozott és a párt vezetői közül csak kevés futott be politikai karriert. A fő kivételek az indianai Schuyler Colfax és a massachusettsi Henry Wilson lettek, akikből republikánus lett és mindketten az Egyesült Államok alelnöki posztjáig emelkedtek.
A párt történetének egyik kutatója így írt:

„A kulcs a Semmittudók 1854-es sikeréhez a második pártrendszer összeomlása volt, amelyet elsősorban a Whig párt vesszőfutása idézett elő. A Whig pártot, amelyet már évek óta a belső véleményeltérések és a krónikus frakciózás gyengített, szinte megsemmisítette a Kansas–Nebraska-törvény. A rabszolgaság- és alkoholellenesség és a nativizmus által is fűtött pártellenes érzelmek szintén hozzájárultak a pártrendszer felbomlásához. A második pártrendszer összeomlása sokkal nagyobb elérhető támogatóbázist hozott létre a Semmittudók számára, mint amely a korábbi nativista szervezeteknek rendelkezésére állt, ettől arathattak sikert ott, ahol a régebbi nativista csoportoknak ez nem sikerült.”

– Tyler G. Anbinder, Nativism and Slavery, p. 95

1854-ben a vádak szerint az Amerikai Párt tagjai lopták el és semmisítették meg a gránittömböt, amelyet IX. Piusz ajándékozott a Washington-emlékmű építéséhez. Hatalmukba kerítették az emlékművet építő társaságot is, és négy évig nem is engedték ki a kezükből. Azt a keveset, amit az emlékműhöz ez idő alatt hozzáadtak, vissza kellett bontani és újraépíteni.

## Fordítás
- Ez a szócikk részben vagy egészben  a   Know Nothing című angol Wikipédia-szócikk ezen változatának fordításán alapul.  Az eredeti cikk szerkesztőit annak laptörténete sorolja fel. Ez a jelzés csupán a megfogalmazás eredetét és a szerzői jogokat jelzi, nem szolgál a cikkben szereplő információk forrásmegjelöléseként.